# Ошакан
Ошакан (вірм. Օշական) — село в марзі Арагацотн, на заході Вірменії. Розташоване за 6 км на південний захід від міста Аштарак, за 2 км на південний схід від села Воскеваз, за 5 км на північний захід від села Сасунік та за 6 км від села Дашт сусіднього марзу Армавір. В селі є дитячий реабілітаційний центр «Ошакан».

## Історія

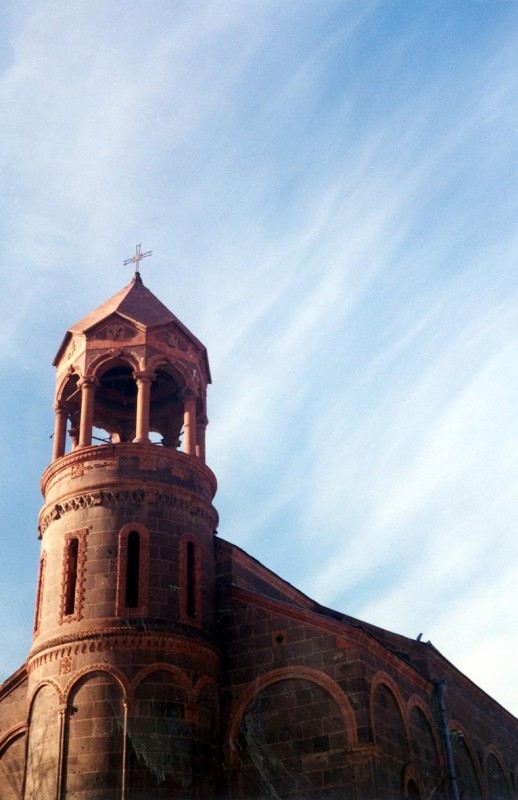
Церква Святого Месропа Маштоца

Село вперше згадується істориком Павстосом Бюзандом у зв'язку з подіями першої половини IV століття. Перебуваючи у царському наділі Аршакідів (Арагацотнський марз), Ошакан був їх власністю. Істориками описано битва між персами та вірменами (в якій вірмени здобули перемогу), що відбулася в 336 році в цьому селищі. За доблесть, виявлену у визвольних війнах, в 336 році вірменський цар Хосров II Котак (Низькорослий) дарує Ошакан Ваану Аматуні. З ініціативи князів Аматуні тут був похований Месроп Маштоц. У 442 році на його могилі була побудована купольна церква. Є свідчення, що в Ошакані Месроп Маштоц заснував школу. Своїми плодоносними садами і спорудами Ошакан й надалі був одним із значущих сіл Вірменії.
На території села були знайдені пам'ятники і більш раннього періоду. На пагорбі Діді виявлені залишки урартської фортеці VII —V століть до нашої ери, площею 0,25 га. Фортеця була побудована з великих каменів, які були з'єднані вапном. На території фортеці знаходилося багато житлових і допоміжних будівель. З п'яти палацових комплексів розкопаний лише один і частина другого. Було розкопано 40 кімнат палацу, зал. На території комплексу були виявлені залишки церкви. Археологами знайдено багато керамічних предметів, виробів з каменю та кістки, більше 100 статуеток. Тут же були виявлені поховання III століття до нашої ери. Під час розкопок було виявлено багато інструментів, зброї, золотих, срібних і бронзових прикрас. На розкопках, які були вироблені в наші дні, на стінах палаців були виявлені сліди кладки пізнішого періоду IV століття нашої ери. Це говорить про те, що через багато століть палаци знову були добудовані і заселені. На березі річки Касах було виявлено кілька некрополів, складених з великих камней. Біля них збереглося багато надгробків — хачкарів. У селищі знаходиться церква Сіон (Манканоц), побудована в VII столітті. Це купольний храм з чотирма нішами, що має хрестоподібну форму. Поруч знаходиться кладовище, де збереглося багато унікальних надгробків VI–VII століть. 
Під час російсько-перської війни 1826-1828 рр. вірменське ополчення і російські війська під проводом генерала А.І. Кросовского вели кровопролитні бої проти 30 тисячної армії Аббас-Мірзи.

## Визначні пам'ятки
У центрі Ошакана стоїть церква Св. Месропа Маштоца, яку побудував католікос Геворг IV в 1875–1879 рр. на місці церкви, заснованої Вааном Аматуні в 443 році. Під вівтарем церкви знаходиться могила Месропа Маштоца (443), квадратна похоронна із входами з півночі і півдня. З півночі вхід закритий, а з півдня відкривається вхід до ризниці. Внутрішня частина церкви в 1960 році була покрита фрескою (Мінасян). У східній частині підноситься двоповерхова дзвіниця (1884 рік), яка у вірменській архітектурі єдина як за місцем розташування, так і за своєю ціліндрообразною формою. Вхід до церкви з вівтаря. У 1962 році на честь 1600-ліття Месропа Маштоца (1962 р. архітектор Торосян) при в'їзді в Ошакан був встановлений пам'ятник, який являв собою два величезних листа розкритої книги, на якій був написаний вірменський алфавіт. Каплиця з його могилою є однією з найвідвідуваніших місць у Вірменії. Кожен рік, у вересні, численні першокласники вчать першу літеру вірменського алфавіту саме в цій церкві: після урочистої клятви, біля могили Св. Месропа Маштоца.
На північному сході від Ошакану, у місці, що зветься «Манканоц», розташована купольна церква Св. Сіона (VII століття) з чотирма приділами по кутах, побудована з рожевого гладкотесаного туфу. У Ошакані знаходиться ранньосередньовічної своєрідний монумент (VII–VIII ст.), який за переказами вважається надгробком імператора Маврикія або його матері.
У Ошакане і його окрузі знаходяться каплиці Св. Тадеоса Аракяла (Апостол Тадей), Св. Григорія, Св. Саркіса, Св. Богородиці, потух Манука (XIII ст.). На південь від Ошакана, на річці Касах, католікосом Наапетом в 1706 році був побудований пятипролітний міст з червоного гладкотесаного туфу. Також зберігся рідкісний пам'ятник вірменського меморіального мистецтва XIX століття — монумент, збудований у 1833 році в пам'ять про російських воїнів, загиблих за звільнення Східної Вірменії в 1827 році.

## Міста-побратими
- Альфорвіль —  Франція

## Особистості
В селі народився Багдасарян Карен Драстоматович (нар. 1929) — український художник.